# لانس مورو
لانس مورو (بالإنجليزية: Lance Morrow)‏ هو صحفي أمريكي، ولد في 21 سبتمبر 1939.